# Gefühle
Albums de Mireille Mathieu
So ein schöner Abend
(1979) Die Liebe einer Frau
(1981)
Gefühle est un album de la chanteuse française Mireille Mathieu sorti en Allemagne en 1981 sous le label Ariola.

## Chansons de l'album
- Face 1

1. Chicano (Michael Kunze/Harold Faltermeier)
2. Liederträume (Michael Kunze/Alice Dona)
3. Einsamkeit (Michael Kunze/Alice Dona)
4. Was in Amsterdam geschah (Michael Kunze/Alice Dona)
5. Ein Leben auf dem Land (Michael Kunze/Roger Loubet)

- Face 2

1. Pearlydumm (Michael Kunze/Thomas Tol)
2. Tränen würden mir nicht stehen (Michael Kunze/R. Leight)
3. Zelluloid (Michael Kunze/Alice Dona)
4. Du bringst nie mehr Blumen (Michael Kunze/Neil Diamond)
5. die Rose von Maurice Chevalier (Michael Kunze/Raymond Bernard)